# Parigimulya
Parigimulya is een bestuurslaag in het regentschap Subang van de provincie West-Java, Indonesië. Parigimulya telt 6058 inwoners (volkstelling 2010).